# اوریمون
اوریمون (به فرانسوی: Aurimont) یک کمون در فرانسه است که در canton of Saramon واقع شده‌است. اوریمون ۸٫۰۷ کیلومتر مربع مساحت دارد ۱۸۰ متر بالاتر از سطح دریا واقع شده‌است.